# Pilea apiculata
Pilea apiculata är en nässelväxtart som beskrevs av Ellsworth Paine Killip. Pilea apiculata ingår i släktet pileor, och familjen nässelväxter. Inga underarter finns listade i Catalogue of Life.